# برو (متروی پاریس)
برو (انگلیسی: Bérault؛ فرانسوی: [beʁo] ()) یکی از ایستگاه‌های خط ۱ متروی پاریس است که  مابین کمون‌های سن-مانده و ونسن واقع شده و در سال ۱۹۳۴ تأسیس شده‌است.

## نگارخانه

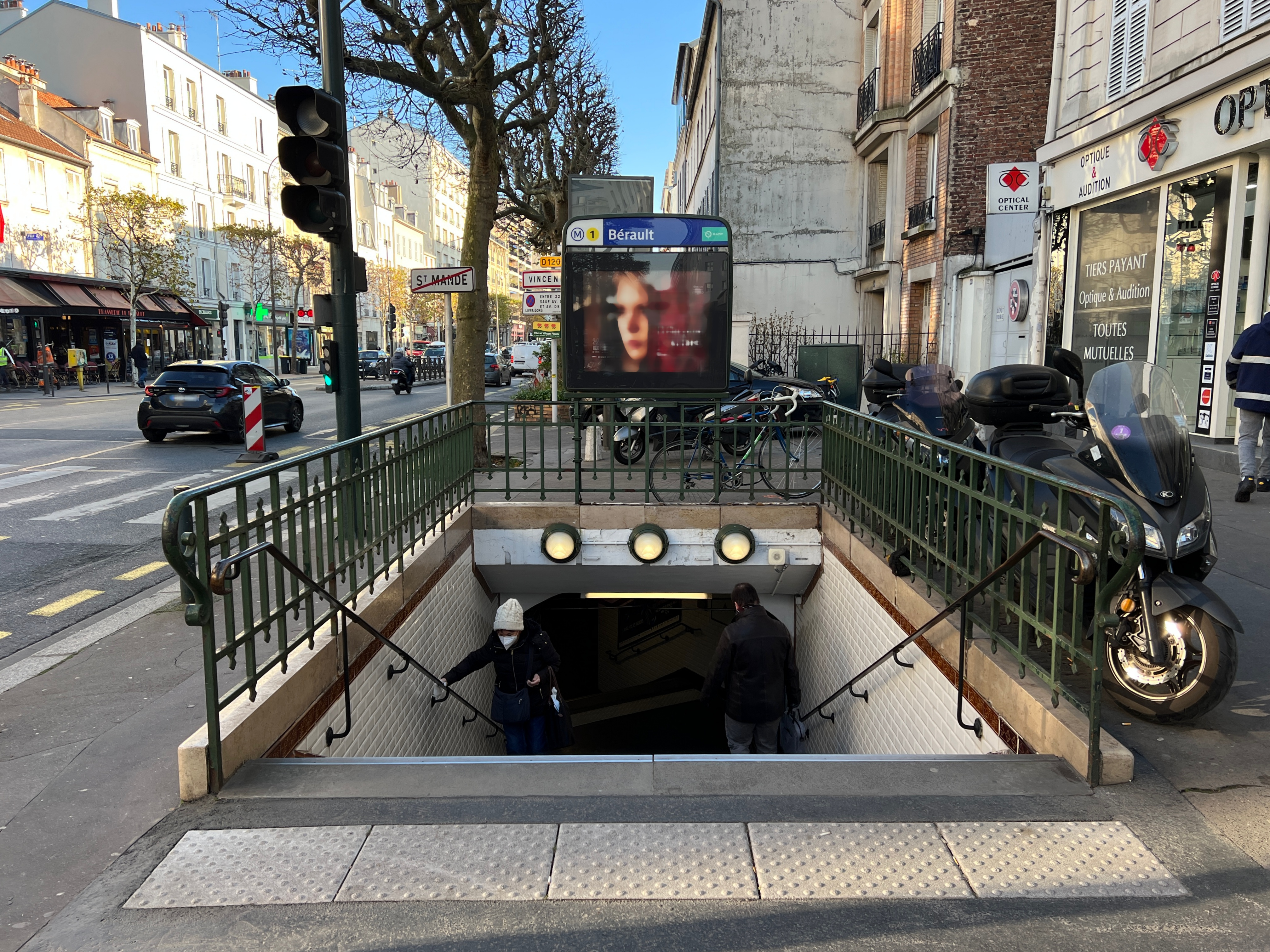
ورودی
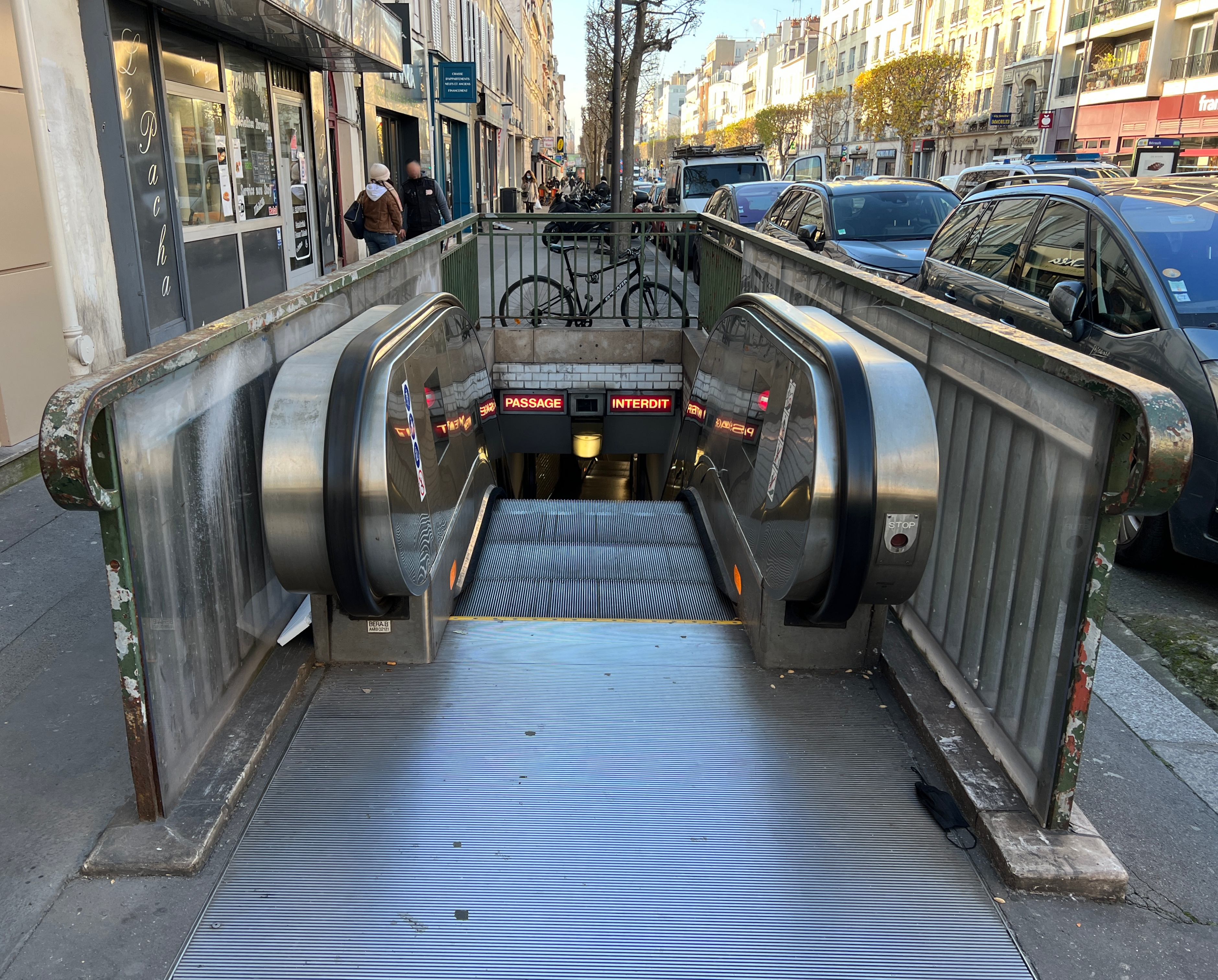
ورودی
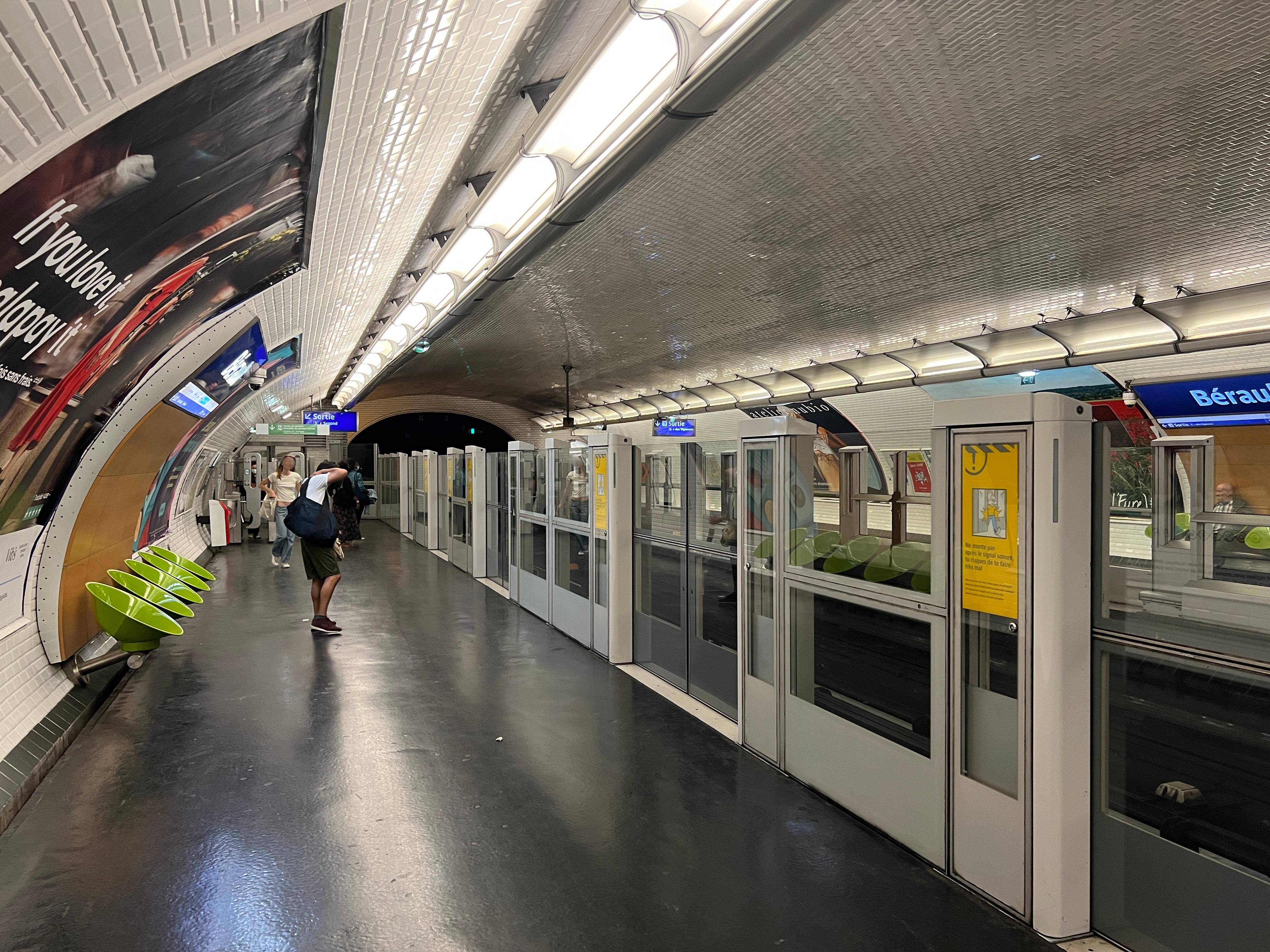
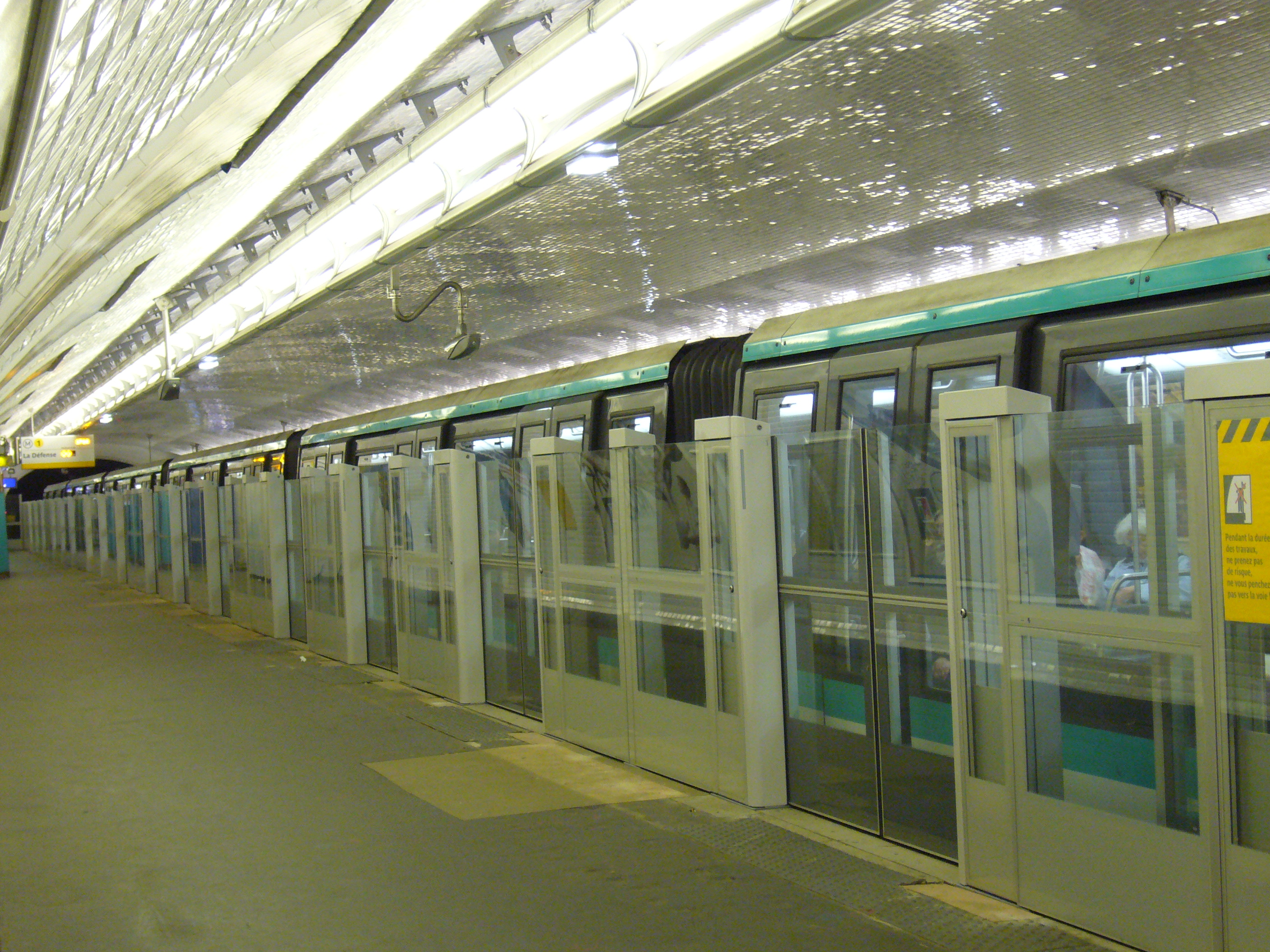